# Gioco mortale (film 1966)
Gioco mortale (Let's Kill Uncle) è un film del 1966 diretto da William Castle.
Il soggetto è tratto da un romanzo di Rohan O'Grady.

## Trama
Un ragazzo viene intrappolato in un'isola da suo zio che lo vuole uccidere. L'unico aiuto è rappresentato da una giovane amica.